# Eunosto
Eunosto (em latim: Eunostus) ou Eunostos, na mitologia grega, foi uma deusa cuja imagem ficava em moinhos, e a quem creditava-se o peso justo da farinha. Promílea (Promylaia, "aquela que protege o moinho") foi outro nome para a uma deusa dos moinhos, que era adorada da mesma forma que Eunosto. Tanto Eunosto quanto Promílea podem no entanto ser meros epítetos da deusa Deméter.